# Colonialismo interno
Colonialismo interno es, según el sociólogo boliviano Félix Patzi, el proceso social según el cual se asignan recursos, oportunidades de vida y ciudadanía real bajo criterios de exclusión o inclusión análogos a los de la colonia y por lo tanto, raciales y étnicos. Este término, desarrollado por el mexicano Pablo González Casanova y otros, fue utilizado también por Robèrt Lafont para referirse a la situación económica y política de Occitania durante el siglo XX, y lo popularizó en su libro Sur la France (traducido como Por una teoría de la nación). Se caracteriza por las siguientes características:
- Desposesión industrial, bloqueo colonizador, destrucción del capitalismo regional y proletarización de las regiones.
- Primacía de las industrias extractivas sobre las de transformación
- Desposesión del terreno agrícola
- Desposesión de los circuitos de distribución, salvo que intervenga en los estatales e internacionales
- Desposesión de los recursos turísticos y patrimonios culturales
- Crisis demográfica

Esta tesis fue aceptada por otros nacionalistas periféricos franceses, y radicalizada por partidos como la Unión Democrática de Bretaña y la Izquierda Catalana de los Trabajadores. Nacionalistas corsos y sardos adaptaron su discurso a las tesis de Lafont, y el término se popularizó entre varios nacionalismos periféricos de todo Europa. 
Últimamente, pero de manera más cuidadosa, el término se usa para la situación de varios pueblos originarios (sobre todo amerindios sudamericanos) que ven cómo su tierra es explotada por sus Estados y los trata como sujetos de una colonia.